# 孟中印缅区域合作论坛
孟中印缅区域合作论坛（英語：Bangladesh–China–India–Myanmar Forum for Regional Cooperation，缩写）是中印缅孟四个亚洲国家为了实现贸易和投资更大的融合而设立的次区域组织。